# Janet Fielding
Janet Fielding, nata Janet Claire Mahoney (Brisbane, 9 settembre 1953), è un'attrice australiana.

## Biografia
Conosciuta nel Regno Unito per il ruolo di Tegan Jovanka nella nota serie televisiva di fantascienza Doctor Who, dove fu protagonista dal 1981 al 1984. Riprenderà il ruolo in diversi audiodrammi, parodie e nel remake del 2013. Sposata con il giornalista Nicholas Davies per nove anni, nel 1991 divorziano. Nel 2012 rivela di stare combattendo con il cancro.

## Filmografia
- Hammer House of Horror (1980)
- Doctor Who (1981-1984)
- Shelley (1982)
- Minder (1984)